# Альберт II (король Бельгії)
Альберт II (фр. Albert II de Belgique, нід. Albert II van België; нар. 6 червня 1934) — король Бельгії з династії Саксен-Кобург-Гота з 1993 до 2013, брат короля Бодуена I. Молодший син Леопольда III і Астрід Шведської; коли Альберту був рік, його мати загинула в автомобільній катастрофі. Успадковував престол в 1993 році після кончини бездітного старшого брата Бодуена I. Повне ім'я короля — Альберт Фелікс Умбер Теодор Кристіан Євгеній Марі.

## Біографія
Альберт закінчив військово-морське училище в Брюгге. Має звання генерал-лейтенанта і віце-адмірала ВМС Бельгії. З 1962 року — почесний президент Бельгійського бюро зовнішньої торгівлі. З 1958 року — президент Бельгійського товариства Червоного Хреста, президент Олімпійського комітету і Міжфедеративного комітету Бельгії, член Сенату бельгійського парламенту.
Походить із знатного німецького роду Саксен-Кобургів, що править в Бельгії з моменту виникнення незалежного Бельгійського королівства, — з 1831 р., коли на престол щойно утвореної держави був запрошений син герцога Франса Саксен-Кобург-Заальфельдського Леопольд (згодом — король Леопольд I).
Як молодший брат бездітного короля Бодуена, після його смерті, 9 серпня 1993 року Альберт приніс присягу перед парламентом та став королем Бельгії.
21 липня 2013 роки після урочистої церковної меси Альберт II підписав акт зречення від престолу на користь свого сина Філіпа. Після зречення зберіг титул короля. З 6 червня 2018 року став найстарішим монархом в історії Бельгії.

## Родина
2 липня 1959 року в Брюсселі Альберт одружився з донною Паолою Маргаритою Марією Антонією Руффо ді Калабрія (нар. 11 вересня 1937 року). У королівської пари троє дітей:
1. Філіп I (нар. 15 квітня 1960), король Бельгії
2. Принцеса Астрід (нар. 5 червня 1962) — дружина ерцгерцога Лоренца Австрійського;
3. Принц Лоран (Лоренс) (нар. 19 жовтня 1963) — одружений з Клер Комбс.

Батько позашлюбної доньки принцеси Дельфін Бельгійської від баронеси Сибілли де Селі-Лонгшан.

## Династичні зв'язки
Походить із знатного німецького роду Саксен-Кобург, правлячого в Бельгії з моменту заснування незалежного Бельгійського королівства — з 1831 р., коли на престол щойно утвореної держави був запрошений син герцога Франца Саксен-Кобург-Заальфельдского Леопольд (згодом — король Леопольд I).
Нинішній король Бельгії знаходиться в спорідненості з королевою Великої Британії Єлизаветою II, яка також походить з цього роду. Британські королі, починаючи з Едуарда VII, є нащадками чоловіка королеви Вікторії Альберта Саксен-Кобург-Готського, однак династична прізвище змінено на «Віндзор» в 1917 у зв'язку з Першою світовою війною. Також король Альберт пов'язаний родинними зв'язками з колишнім царем, а потім прем'єр-міністром Болгарії Симеоном II (він же Симеон Сакскобургготскій), сином царя Бориса III і онуком царя Фердинанда I, колишнього до 1887 р. офіцером Австро-Угорської армії і походив з того ж роду.

## Скорочення королівського бюджету
У листопаді 2009 року бельгійський уряд на чолі з Германом ван Ромпеєм вирішив, у зв'язку з економічною кризою, зменшити щорічні витрати на утримання королівської родини. Однак, на думку деяких експертів, такий захід суперечить конституції країни.